# Preger
Preger je priimek več znanih ljudi:
- Andreja Preger (1912–1915), srbski pianist in častnik
- Jack Preger (*1930), britanski zdravnik